# Rubus allegheniensis
Espèce
Rubus allegheniensis (la Ronce des Alléghanys) est une espèce de plantes à fleurs de la famille des rosacées et du genre Rubus. Elle fleurit en mai-juin et parfois en juillet et produit des fruits de couleur noire.

## Description
Rubus allegheniensis mesure 1.5 mètre  de haut, ses turions, de couleur brune, teintés de rouge en automne et hiver, sont creux, dépourvu de poils et possèdent des épines rouges avec la pointe plus ou moins jaune. Ces feuilles, digitées à cinq folioles, sont poilues sur leur face inférieure et glabres sur leur face supérieure.
Les fleurs blanches, d'un diamètre de 3 centimètres, sont réunies en inflorescence de type grappe comportant de 10 à 20 fleurs. On remarquera des marges blanches sur les sépales. La floraison a lieu de mai à juin, plus rarement en juillet.
Les fruits sont noirs, luisants et cylindriques.

## Habitat
Cette ronce est cultivée pour ses fruits, mais une grande partie s'est naturalisée. Elle pousse à proximité des habitations, dans les fourrés et les lisières forestières.